# 潘火桥蔡氏宗祠
29°50′08″N 121°34′58″E / 29.835660°N 121.582720°E
潘火桥蔡氏宗祠是中国浙江省宁波市的一座祠堂。祠堂位于鄞州区潘火街道潘火桥村，分为男女两祠。男祠建于明万历十六年（1588年），女祠建于清同治九年（1870年），两祠以男左女右布局，男祠由天井、前厅、戏台、二厢、穿堂、后殿组成，而女祠由门楼、天井、前进、后殿组成，装饰略逊于男祠。这种男女祠并立的格局在宁波属于孤例，2015年2月1日宁波锡镴器熨斗博物馆在此开馆。
潘火桥蔡氏宗祠于2017年1月成为浙江省文物保护单位。